# Silvio Ceccato
Silvio Ceccato, né le 25 janvier 1914 à Montecchio Maggiore, dans la province de Vicence, en Vénétie et mort le 2 décembre 1997 à Milan, est un philosophe et linguiste italien.

## Biographie
Né à Montecchio Maggiore, Silvio Ceccato étudie le droit et la musique. En 1949, il fonde le magazine de portée internationale Methodos, dont la publication s'arrête en 1964.
En 1956, il crée Adamo II, le premier protoype d'intelligence artificielle italien, qui était destiné à reproduire les états mentaux de l'homme. La même année il donne des conférences sur la philosophie de la science à l'université de Milan, où il dirige les secteurs de la cybernétique et des langues, jusqu'à son départ pour la libre Université des Langues et de la Communication. 
Il se retire par la suite du monde académique pour se consacrer à l'écriture d'ouvrages ayant pour thème la joie.

## Publications
- Il linguaggio con la tabella di Ceccatieff, Actualités Scientifiques et Industrielles, Hermann & Cie Editeurs, Paris, 1951.
- Linguistic Analysis and Programming for Mechanical Translation, Gordon & Breach, New York, 1961.
- Un tecnico fra i filosofi. Vol. I, Come filosofare, Marsilio Editori, Padoue, 1964.
- Un tecnico fra i filosofi. Vol. II, Come non filosofare, Marsilio Editori, Padoue, 1966.
- Cibernetica per tutti, 1, Feltrinelli, Milan, 1968, II ed. 1970.
- Corso di linguistica operativa, Longanesi, Milan, 1969.
- Cibernetica per tutti, 2, Feltrinelli, Milan, 1970, II ed. 1975.
- Il maestro inverosimile. Prime esperienze, Bompiani, Milan, 1971.
- Il gioco del Teocono, All'Insegna del Pesce d'Oro, Milan, 1971.
- Il maestro inverosimile. Seconde esperienze, Bompiani, Milan, 1972.
- La mente vista da un cibernetico, ERI Edizioni, Turin, 1972.
- La III cibernetica, Feltrinelli, Milan, 1974.
- Viva chi legge, vol. 3, Editrice Morano, Naples, 1976.
- Linguaggio, consapevolezza, pensiero, Feltrinelli, Milan, 1980.
- L'ingegneria della felicità, Rizzoli, Milan, 1985.
- La fabbrica del bello, Rizzoli, Milan, 1987.
- Il linguista inverosimile, Mursia, Milan, 1988.
- Il perfetto filosofo, Laterza, Rome, Bari, 1988.
- Lezioni di linguistica applicata, Clup, Milan, 1990.
- C'era una volta la filosofia, Spirali, Milan, 1996.